# Salacca ramosiana
Salacca ramosiana es una especie de palmera perteneciente al género Salacca. 

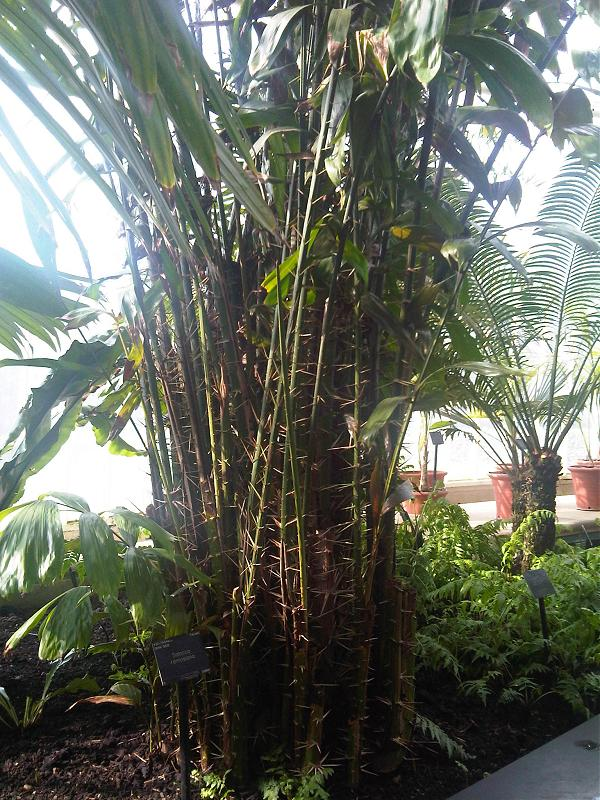
Vista de la palmera

## Distribución
Es nativa de Filipinas y la isla de Borneo.

## Descripción
Es una palmera con hojas pinnadas con largas y afiladas espinas a lo largo de los márgenes de los pecíolos.

## Taxonomía
Salacca ramosiana fue descrita por Johanis P. Mogea y publicado en Principes 30: 161. 1986.
Etimología
Salacca: nombre genérico que es una latinización del nombre vernáculo malayo salak.
ramosiana: epíteto latíno que significa "con ramas".